# Josu Agirre
Josu Agirre Aseginolaza (Tolosa, 23 mei 1981) is een Spaans voormalig wielrenner die in 2009 zijn carrière afsloot bij Euskaltel-Euskadi.
Hij nam in 2008 eenmaal deel aan de Ronde van Italië. De Ronde van Groot-Brittannië in 2009 was zijn laatste koers.

## Palmares

### Overwinningen
2006
1e etappe Ronde van Madrid

### Resultaten in voornaamste wedstrijden
| Jaar | Ronde van Italië | Ronde van Frankrijk | Ronde van Spanje |
| ---- | ---------------- | ------------------- | ---------------- |
| 2008 | 138e             |                     |                  |
| 2009 |                  |                     |                  |

| Jaar | Milaan-San Remo | Gent-Wevelgem | Ronde van Vlaanderen | Parijs-Roubaix |
| ---- | --------------- | ------------- | -------------------- | -------------- |
| 2008 |                 | 156e          | opgave               | opgave         |
| 2009 | opgave          |               | opgave               | opgave         |

### Resultaten in kleinere rondes
| Jaar | Tour Down Under | Tirreno-Adriatico | Ronde van Polen | Eneco Tour |
| ---- | --------------- | ----------------- | --------------- | ---------- |
| 2008 |                 |                   | 94e             | 106e       |
| 2009 | 85e             | 157e              | 120e            | 121e       |

## Ploegen
- 2004 –  Team LPR-Piacenza (stagiair vanaf 1-9)
- 2006 –  Orbea
- 2007 –  Orbea-Oreka S.D.A.
- 2008 –  Euskaltel-Euskadi
- 2009 –  Euskaltel-Euskadi